# Rio Brădişor (Coisca)
O Rio Brădişor é um rio da Romênia afluente do Rio Coisca, localizado no distrito de Vâlcea.